# Cà de' Vagni
Cà de' Vagni è una frazione del comune di Casaletto Ceredano, di cui occupa la porzione meridionale.
Al censimento del 21 ottobre 2001 contava 19 abitanti.

## Geografia fisica
La località è sita a 59 metri sul livello del mare.

## Storia
Il Territorio di Crema fu occupato dai rivoluzionari francesi nel 1796 ed annesso alla Repubblica Cisalpina nel 1797. L’integrazione amministrativa delle ex province veneziane, che non avevano neppure precedentemente fatto parte dell’Impero, nello Stato milanese non fu semplice, data la marcata differenza dei due sistemi legali. Assegnare ad ogni località la condizione di comune o di frazione, non fu sempre ovvio, essendoci talvolta delle autorità superiori ed inferiori. La cascina di Cà de' Vagni fu inserita nel comune amministrativo di Casaletto Ceredano, ma le fu riservata una specificità ai fini catastali, individuandola come un comune censuario.